# 生化危機 逃出生天
《惡靈古堡 擴散》是卡普空在PlayStation 2上推出的恐怖遊戲，最初於2003年12月11日在日本發售，隨後於2004年先後在歐美發行。本作為系列作首款支援網路的遊戲。

## 遊戲玩法
玩單人模式時，不論選哪個角色哪個章節，皆會有對應的角色，且都由電腦操控。這些夥伴也會自己幫助玩家，或是撿拾一些道具，也會自行攻擊敵人。「病毒感染率」是本作新增的一個要素，遊戲開始後即會慢慢累積，當到達100%時就會死亡（網路對戰時則會變成殭屍）。本作與其他作不同，受到太多次傷害不會死亡，而是會倒地，此時如果沒有夥伴幫忙則會一直如此，而且病毒感染率速率將會大幅提升，但可以利用道具來減緩病毒感染率的上升速度。
難易度上除了基本的「簡單」、「普通」、「困難」之外，本作另外新增了「非常困難」難度給喜歡挑戰高難度的玩家。道具配置上，「簡單」和「普通」相差不遠，「困難」和「非常困難」相差亦不遠，僅攻擊傷害和病毒感染率速率不同。在遊戲中可以撿拾到特殊道具。撿拾越多則隱藏要素也會跟著開啟。另外每個人可以取得的特殊道具也會不同，也有難度的限制。特殊道具分成兩類，當其中一類的道具出現，則另一類的道具就不會出現。在每關卡的最後都會顯示劇情達成率，達成某些條件就會增加，亦可開啟一些隱藏要素。另外也有些達成率會衝突到，例如發生關卡中的油罐車爆炸死亡和後來的達成率。每玩過一關關卡，最後都會有經驗值可拿，經驗值可以用來買隱藏要素。而達成特殊條件（例如：不使用武器過關、不受到任何傷害）或是玩難度較高的模式，可以取得較多的經驗值。
本遊戲為系列作第一款支援網路的遊戲，日本為Multi-matching BB（MMBB）伺服器，美國則是SNAP伺服器。進行連線遊戲時，最多可4人同時進行遊戲。如果病毒感染率變成100%則會變成殭屍。變殭屍後可攻擊其他玩家，但是20秒後就會被強制離場。美國伺服器在2007年3月31日關閉，日本伺服器於2011年6月30日關閉。

## 角色
透過八位主角的視點，講述拉昆市的T病毒感染剛爆發時，一般民眾如何求生的故事。
凱文·萊曼（Kevin Ryman）
浣熊市警察局R.P.D的警員，有一流的射擊技巧和移動速度，雖然工作表現相當優秀，但是大而化之的個性已經讓他連續兩次選拔S.T.A.R.S.失敗。
大衛·金恩（David King）
沉默寡言的水管工人，擁有敏銳的觀察力，使用小刀的技術也相當好，有著一段充滿暴力血腥的過去。
辛蒂·雷諾克斯（Cindy Lennox）
J's Bar酒吧服務生，是個隨時都樂觀開朗充滿笑容的女孩，處處為他人著想，能讓人感染她的充沛元氣。
艾麗莎·亞修卡福特（Alyssa Ashcroft）
在報社工作的新聞記者， 會到處收集情報，具優越的行動力，個性火爆又勇敢，獨立且堅強。
喬治·漢米爾頓（George Hamilton）
曾經離過婚的外科醫生，具有能令人信任的包容力和協調能力。
吉姆·查普曼（Jim Chapman）
地鐵工作員，頭腦很靈活，喜歡智力遊戲，擅長解謎，讓人頭痛的是他的膽小又愛疑神疑鬼小家子器的個性，被病毒入侵的速度也是令人擔心。
身上帶的硬幣擲出正面的話，一擊必殺率會上升15%，擊出負面就恢復原本狀態。
鈴木洋子（Yoko Suzuki）
日本女大學生，看起來似乎藏有許多秘密，對電腦很擅長，個性安靜。
馬克·威爾金斯（Mark Wilkins）
浣熊市保全公司的保安員， 儘管已經超過五十歲，仍然有過人的體力，曾經參加越南戰爭，儘管已經多年過去，心裡仍有無法抹滅的創傷，和NPC之一的鮑伯（Bob）是同事兼好友。